# Cholius
Cholius là một chi bướm đêm thuộc họ Crambidae.

## Các loài
- Cholius leucopeplalis (Hampson, 1900)
- Cholius luteolaris (Scopoli, 1772)